# Ironia tragiczna
Ironia tragiczna – nieprzezwyciężona sprzeczność naznaczająca los bohatera tragedii, którego czyny wbrew jego woli i wiedzy prowadzą do wypełnienia przeznaczenia. Ironia tragiczna nazywana jest często ironią losu, ironią obiektywną lub dramatyczną. Jej istotą jest sprzeczność pomiędzy znaczeniem użytych słów, a intencją zawartą w kontekście.
Ironia tragiczna nie jest konstrukcją stylistyczną, i nie widać jej w przekazie słownym, przejawia się w działaniach bohatera. Jej źródłem jest niezgodność między stanem jego wiedzy o sobie samym a rzeczywistą sytuacją, znaną widzowi lub czytelnikowi. Często jej celem jest wytworzenie dystansu pomiędzy podmiotem wypowiedzi a samą wypowiedzią.